# Park Eun-tae
Dans ce nom coréen, le nom de famille, Park, précède le nom personnel.
Park Eun-tae (hangul: 박은태) est un chanteur sud-coréen né le 14 juin 1981, spécialisé dans les comédies musicales.

## Biographie
Park Eun-tae a fait des études de commerce à l'université de Hanyang à Séoul, avant d'intégrer le Korea Art Conservatory.
Il débute dans la troupe du Roi Lion en 2006. Un an plus tard, il se fait remarquer en jouant le rôle de Gringoire dans la version coréenne de Notre-Dame de Paris.
C'est toutefois son interprétation de Wolfgang Amadeus Mozart dans l'adaptation coréenne de la comédie musicale autrichienne Mozart! qui lui permet d'accéder à la reconnaissance en 2010. Il confirme cette notoriété dans Elisabeth, où il incarne Luigi Lucheni. Il est encensé pour sa performance dans Frankenstein, dans le double rôle de Henry Dupre / la Créature. Pour chacun de ces trois rôles, il décroche de nombreux prix.
Au cours de sa carrière, il partage l'affiche avec de grands noms de la scène coréenne tels Bada ou Junsu.
En 2016, il retrouve Junsu pour Dorian Gray, musical dans lequel il interprète Henry Wotton. Sa prestation lui vaut d'être récompensé aux Korea Musical Awards l'année suivante.
En juillet 2012, il est nommé ambassadeur de la fête de la musique à Séoul. 

## Vie privée
Park Eun-tae est marié depuis septembre 2012 à l'actrice Go Eun-chae. 

## Carrière musicale

### Comédies musicales
- 2006 : Le Roi Lion (라이온 킹)
- 2007 : Singin' in the Rain (사랑은 비를 타고)
- 2007 - 2009 : Notre-Dame de Paris (노트르담 드 파리) - Gringoire
- 2008 - 2011 : Hamlet, the Rock Opera (햄릿) - Hamlet
- 2010 - 2014 : Mozart! (모차르트!) - Wolfgang Amadeus Mozart / Hieronymus Colloredo
- 2010 - 2011 : Pimatgol Sonata ou Pimatgol Love Song (피맛골 연가)
- 2011 : Kiss of the Spider Woman (거미여인의 키스) - Molina
- 2012 - 2013 : Elisabeth (엘리자벳) - Luigi Lucheni
- 2012 - 2013 : Rudolf (황태자 루돌프) - le Prince Rudolf
- 2013 - 2015 / 2024 - 2025 : Jesus Christ Superstar (지저스 크라이스트 수퍼스타) - Jésus de Nazareth
- 2014 - 2016 / 2021 - 2022 / 2024 : Frankenstein (프랑켄슈타인) - Henry Dupre / la Créature
- 2014 / 2022 : Jekyll & Hyde (지킬앤하이드) - Jekyll / Hyde
- 2016 : Dorian Gray (도리안 그레이) - Henry Wotton
- 2016-2017 / 2021 : Phantom (팬텀) - Erik, le fantôme de l'opéra
- 2017 : Sur la route de Madison (매디슨 카운티의 다리) - Robert Kincaid
- 2017 : Ben-hur (벤허) - Judas
- 2018 : Docteur Jivago (닥터 지바고) - Docteur Youri Jivago
- 2019 : Sweeney Todd (스위니토드) - Sweeney Todd
- 2020 : Kinky Boots (킹키부츠) - Lola
- 2022 / 2025 : The Man Who Laughs (웃는 남자) - Gwynplaine
- 2023 : Beethoven Secret (베토벤 secret) - Beethoven

### Albums studio
- 2008 : Notre-Dame de Paris (노트르담 드 파리) - Album et single du Temps des cathédrales (대성당들의 시대)
- 2010 : Mozart! (모차르트!)
- 2011 : Pimatgol Love Song (피맛골 연가) - Album et Maxi Single

### OST
- Warrior Baek Dong-soo - chanson : Wild (야뇌) version acoustique

## Récompenses
- 2001 : Médaille de bronze au MBC Riverside Song Festival
- 2010 : Révélation de l'année à la 4ème édition du Daegu International Music Festival pour son interprétation dans Mozart!
- 2011 : Récompense du meilleur nouvel interprète à la 17ème édition des Korea Musical Awards pour Pimatgol Sonata
- 2012 : Interprétation de l'année à la 6ème édition des Musical Awards pour son interprétation dans Elisabeth
- 2013 : Star de l'année à la 7ème édition du Daegu International Music Festival pour son interprétation dans Rudolf
- 2014 : Interprétation de l'année à la 8ème édition des Musical Awards pour son interprétation dans Frankenstein
- 2017 : Interprétation du meilleur interprète dans un second rôle à la première édition des Korea Musical Awards pour son interprétation dans Dorian Gray